# Estación Peñarol
La Estación Peñarol es una estación de ferrocarriles de la ciudad de Montevideo. 

## Historia
En el año 1890, comenzaron a levantarse las primeras instalaciones dedicadas al ferrocarril, construidas por la entonces Central Uruguay Railway Company en la Villa Peñarol.  En 1891 comenzaría a funcionar el taller junto con la primitiva estación, la cual posteriormente sería construida en su emplazamiento actual.La estación tiene una superficie de 240 metros cuadrados y se encuentra en la plaza principal del barrio homónimo. 
En el año 2010 fue inaugurado en su interior un museo dedicado al ferrocarril, como consecuencia de un acuerdo entre  el gobierno  de Montevideo y la Sociedad de Amigos del Barrio Peñarol. En la actualidad, el museo es administrado por el Círculo de Estudios Ferroviarios del Uruguay.

## Servicios
Desde el año 2019 se encuentra inactiva, debido a la suspensión del transporte de pasajeros como consecuencia de las obras del Ferrocarril Central. Pese a la suspensión del servicio  de pasajeros, se han realizado en los últimos años diferentes excursiones a cargo del Círculo de Estudios Ferroviarios del Uruguay y la Administración de Ferrocarriles del Estado, las cuales partían desde la estación Peñarol hacia la estación Manga.